# Långhorningar
Långhorningar (Cerambycidae) är en familj i insektsordningen skalbaggar som omfattar cirka 35 000 arter. Arternas mest karakteristiska drag är de extremt långa antennerna. Arterna är vanligen trä- eller barklevande, och larverna förpuppar sig inuti trästammar, från vilka de sedan gnager sig ut. Flera arter är metalliskt skimrande. Den största arten, titanbock, kan bli upp till 17 centimeter lång. 
I Europa finns cirka 640 arter, i Norden 128 arter och i Sverige 118 arter.

## Systematik
Långhorningarnas närmaste släktingar är bladbaggarna, tillsammans med vilka de utgör överfamiljen Chrysomeloidea. De skiljs från bladbaggarna genom utformningen av skenbenen, där långhorningarna har två taggar i ena änden. Familjerna inordnas i underordningen allätarbaggar av ordningen skalbaggar.

### Underfamiljer
- Anoplodermatinae (ej representerad i Europa)
- Apatophyseinae (ej representerad i Europa)
- Cerambycinae – ekbockar, getingbockar, spegelbockar med flera
- Disteniinae (ej representerad i Europa)
- Lamiinae  (äkta bockbaggar)
- Lepturinae – trädlöpare, blombockar med flera
- Necydalinae  (stekelbockar)
- Oxypeltinae (ej representerad i Europa)
- Parandrinae (ej representerad i Norden, men en art finns i Tyskland)
- Philinae (ej representerad i Europa)
- Prioninae (jättevedbockar)
- Spondylidinae – bitbock, barkbockar med flera
- Vesperinae (ej representerad i Norden, men flera arter finns i Sydeuropa)

## Nordiska långhorningar
I Norden förekommer 128 arter från sex underfamiljer, se Lista över Nordens långhorningar. Ytterligare några arter har påträffats som larver eller puppor i importerade trävaror.

### Bildgalleri

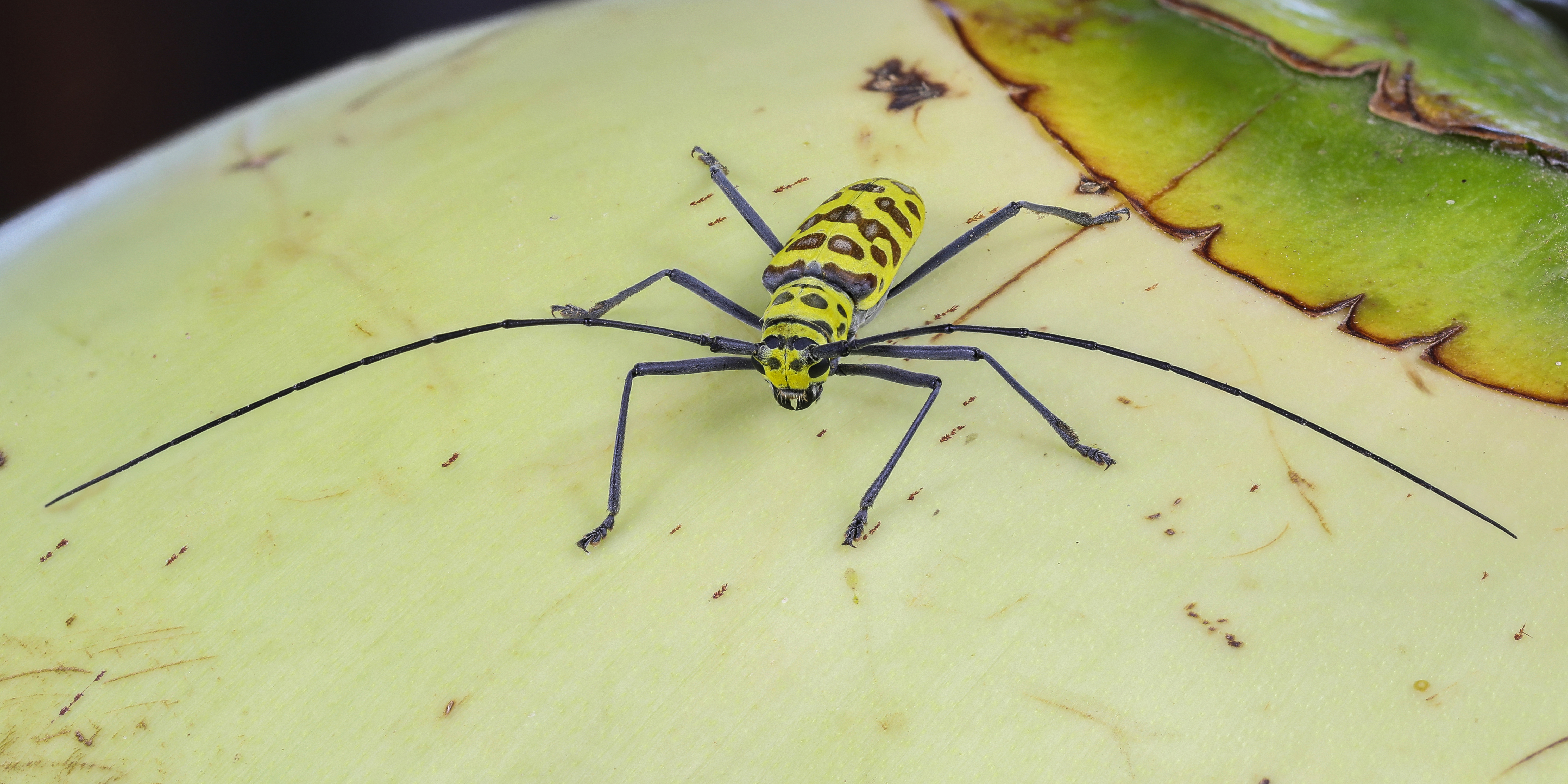
Gerania bosci (Lamiinae) på en kokosnöt på en ö i ögruppen Si Phan Don i Mekongfloden i södra Laos.
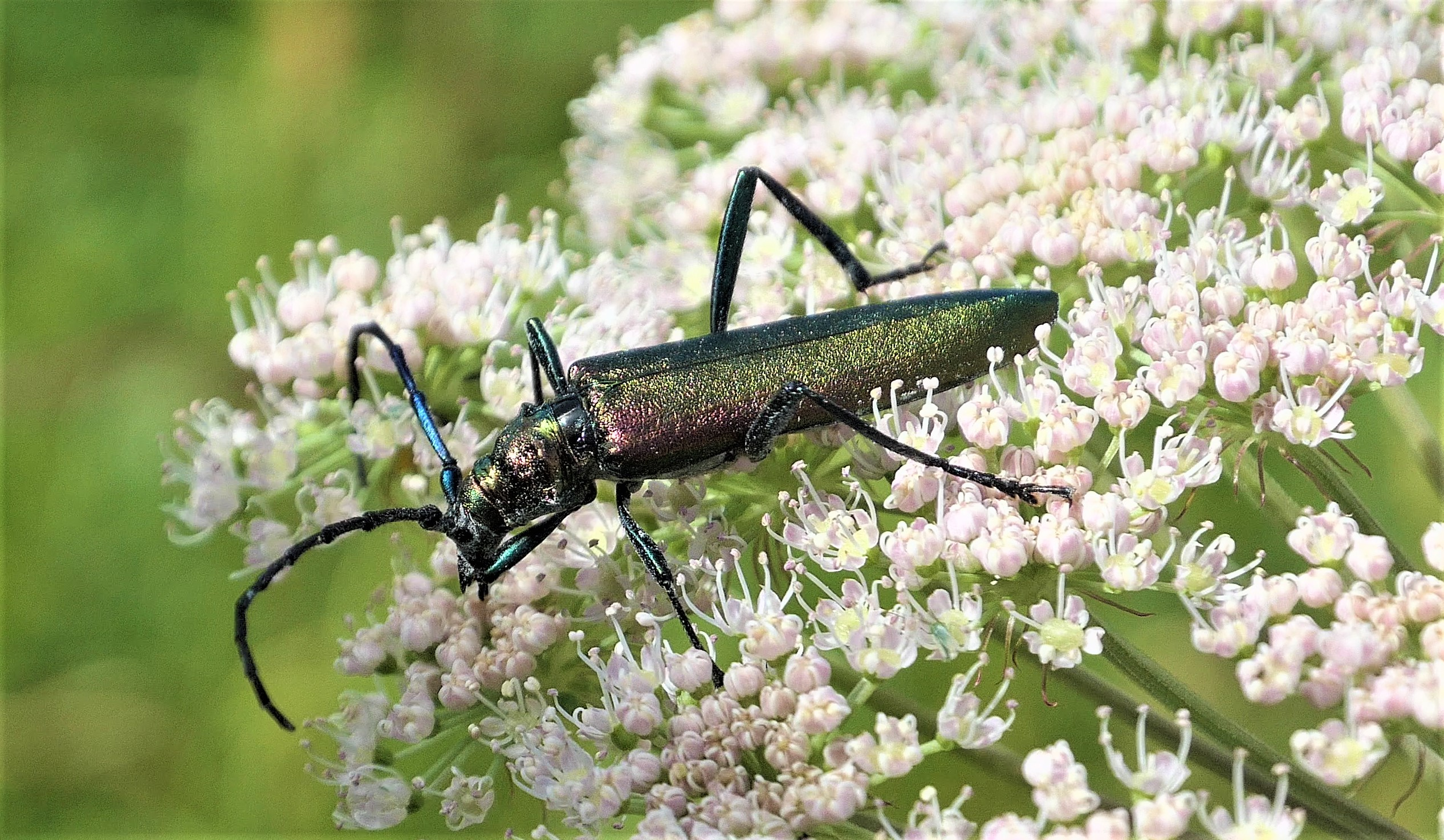
Myskbock  (Cerambycinae) i skärgården utanför Nynäshamn.